# Gajewko
Gajewko (niem. Eichforst I) – wieś w Polsce położona w województwie zachodniopomorskim, w powiecie drawskim, w gminie Drawsko Pomorskie. W latach 1975–1998 miejscowość administracyjnie należała do województwa koszalińskiego. W roku 2007 wieś liczyła 49 mieszkańców. Miejscowość wchodzi w skład sołectwa Zagozd.
W miejscowości działało Państwowe Gospodarstwo Rolne Gajewko.

## Geografia
Wieś leży ok. 2 km na południe od Zagozdu, przy drodze wojewódzkiej nr 148, ok. 200 m na południe od jeziora Dołgie Małe.